# Mont-le-Vignoble
Mont-le-Vignoble é uma comuna francesa na região administrativa de Grande Leste, no departamento de Meurthe-et-Moselle. Estende-se por uma área de 4,12 km². Em 2010 a comuna tinha 426 habitantes (densidade: 103,4 hab./km²).